# Slaget vid Port-la-Joye
Slaget vid Port-la-Joye (engelska: The Battle at Port-la-Joye eller The Port-la-Joye Massacre) var en strid mellan brittiska trupper, å ena sida, och kanadensiska och Mi'kmaq-trupper å den andra. Slaget ägde rum sommaren 1746 längs Hillsborough River i nuvarande distriktet Prince Edward Island, Kanada. 